# Placobdella
Placobdella — рід п'явок з підродини Glossiphoniinae родини Пласкі п'явки ряду Хоботні п'явки (Rhynchobdellida). Має 11 видів.

## Опис
Загальна довжина представників цього роду коливається від 10 до 70 мм. Є певна схожість з видами Desserobdella. Мають від 2 пари скупчених очей, з яких задня є більшою, ніж передня пара. Частина видів (Placobdella parasitica, Placobdella papillifera, and Placobdella ornata) має компактні слинні залози. задня присоска більше розвинена ніж задня.
Забарвлення бурого або темно-оливкового кольору з насиченими пигментними плямами.

## Спосіб життя
Зустрічаються лише у прісноводних річках, озерах, ставках та інших водоймах. Тримаються невеличкої глибини, біля рослин. Живляться кров'ю молодих плазунів.
Розмноження відбувається за допомогою підшкірної імплантації сперматофорів. Яйця в коконах прикріплюються безпосередньо на задню частину тіла, коли ембріони вилупляться, вони приєднуються до тіла п'явки-матері.

## Розповсюдження
Мешкають в Європі, північній Африці, Близькому Сході, Кавказі, Північній Америці.

## Види
- Placobdella bistriata
- Placobdella costata
- Placobdella hollensis
- Placobdella mexicana
- Placobdella montifera
- Placobdella multilineata
- Placobdella nuchalis
- Placobdella ornata
- Placobdella papillifera
- Placobdella parasitica
- Placobdella translucens